# Диверсанты (фильм, 2001)
Диверсанты (англ. All the Queen’s Men) — комедийный боевик режиссёра Стефана Рузовицки. В главных ролях Мэтт Леблан и Эдди Иззард. Бюджет — 15 млн долл США.

## Сюжет
Во время Второй мировой войны британская армия пытается выкрасть секретную шифровальную машину «Энигма». Для этого решено отправить группу из четырёх человек на фабрику в Берлине. Поскольку на фабрике работают только женщины, было решено переодеть диверсантов в женщин. В команду вошли американский агент-неудачник О’Рурк (ЛеБлан), британский трансвестит Тони Паркер (Иззард), полиглот Джонно (Дэвид Биркин) и сержант преклонного возраста Арчи (Джеймс Космо). Перед отправкой дрэг-квин Паркер учит товарищей носить женскую одежду, краситься и вести себя по-женски.
В Берлине агенты, переодетые женщинами, выходят на связь с молодой и привлекательной немкой-подпольщицей по имени Роми. Тони Паркер встречает своего бывшего любовника, который теперь работает шофёром у популярной певицы. Нейтрализовав певицу, друзья берут её машину и вся команда отправляется на фабрику. Для того, чтобы отвлечь охрану, Паркер должен выступить в роли певицы с концертом. Фокус удаётся и агенты скрываются, прихватив набор запчастей, достаточный для того, чтобы собрать Энигму. Внезапно выясняется, что британское командование не собирается эвакуировать группу, а вся операция была лишь отвлекающим манёвром; группа была изначально обречена на гибель. Тем не менее, агенты решают пробиваться в Англию самостоятельно, для чего отправляются на ближайшего аэродром. Их преследует офицер гестапо, влюблённый в Роми. В результате финальной перестрелки группе удаётся захватить самолёт и добраться до Англии. Роми и О’Рурк счастливы, хэппи энд.

## Отзывы
На сайте-агрегаторе рецензий Rotten Tomatoes фильм имеет рейтинг 7% со средней оценкой 3,5 из 10 на основе 29 отзывов.

## В ролях
- Мэтт Леблан — капитан Стивен О’Рурк
- Эдди Иззард — лейтенант Тони Паркер
- Джеймс Космо — майор Арчи Хартли
- Николетт Кребиц — Роми
- Дэвид Биркин[англ.] — Джонно
- Эдвард Фокс — Эйткен
- Карл Марковичс — гауптштурмфюрер